# 金受申
金受申（1906年2月15日—1968年1月），原名金文佩，后改名金文霈，字泽生，男，满族，北京人，中国曲艺史家、民间文艺家、民俗学家。1925年起，长期担任教师、中医师，兼职报刊编辑、专栏作家；1953年，经老舍争取，转至北京文联工作。因在《立言画刊》《一四七画报》上连载〈北京通〉专栏文章探究北京民俗文化而闻名，被称为“北京通”。:8-9对北京历史典故熟稔，与张次溪有“京华掌故首金张”之说。

## 早年经历
1906年2月15日，金受申生于北京的一个旗人家庭。关于他的旗籍，民俗学家王佐贤认为，金受申是完颜氏，隶属镶黄旗；据爱新觉罗·瀛生回忆，则为瓜尔佳氏，隶籍内务府正白旗。
金受申幼年生活优渥，1911年进入私塾上学，念了《百家姓》《三字经》《千字文》《弟子规》《六言杂字》五本小书。遇辛亥革命，父亲因此殉难。1912年，改名为金文霈，进入老君堂小学。1916年，母亲逝世，家道中落，因而辍学。后被叔父抚养，转入京师公立第十七高等小学，当时老舍是这所学校的校长。
1923年，以小学毕业考试第一名的成绩，升入京师公立第一中学堂，改名为金受申。“受申”之名是北京旗人作家白云祉算命所赠，云：“今赠受申为字，盖以圣人受命于天，阁下受命于地，斯亦足矣！”然而，金受申本人却以为“受申”意味着挨骂、招说、挨瞪、被捋，便欣然接受这个名字。
当时京师公立第一中学堂的校长是罗常培，而老舍则任教国文、昆曲等课程。此外，他还成为罗信耀的同学。爱新觉罗·瀛生与傅耕野因在国立北京大学师从罗常培，故而称在京师公立第一中学堂先行受教的金受申为同门学长。

## 职业生涯

### 教书育人
金受申称，择业时受不了阶级大如山的官员生活，故而选择“一人说话大家听”的教师生活。1925 年起，在大学求学的同时，金受申先后在京师公立第十五小学、京师公立第一中学等中小学，此后教书育人二十余年。1929年农历正月初一，接受基督教公理会洗礼，故而后在教会崇实中学任教多年。还曾担任过私立弘仁小学的兼职校长。1931年，从北新桥附近的八宝坑1号搬到五道营胡同36号，自此在此定居，不曾搬离。至1953年，在北京市第一中学教书。

### 中医问诊
金受申师从中医名医汪逢春、赵树屏，是一名执业中医师。:8-91939年，在北平第三次中医考询中考取第一名；自1942年冬起，上午在家应诊，下午到和平门北新华街京华药房应诊，后来还在《立言画报》上刊登病例、公开处方，发表过“戒鸦片良方”、“治疮良方”、“治干血良方”、“治吐血良方”、“治便血良方”。兼任过华北国医学院教授。1950年代在文联工作时，为同事邓友梅开过处方，后者到药店听店员讲述，方才知道金受申是一名正经持牌的中医师。

### 文字编撰
中学在校期间，开始以稿费贴补家用，为《晨报》《益世报》《华北日报》《新民报》《立言报》等报纸供稿。1924年，中学毕业，出版《〈古今伪书考〉考释》，考入北平中国大学。21岁起，考入北京大学研究所国学门，求学四年。大学就学期间，出版有《中国纯文学史》《〈公孙龙子〉释》《稷下派之研究》《国故概要》《清代诗学概论》《北京话语汇》等学术著作。
1930年代，担任《立言报》副刊编辑。1935年为《华北日报》写关于北京的文字，1937年为《新兴报》写“故都杂缀”，为《全民报》写“新京旧语”，为《正报》写“北京通”。1938年至1945年，《立言报》改为《立言画刊》，任编辑及专栏作家。:8-9在《立言画刊》开辟〈北京通〉专栏。1945年8月，《立言画刊》停刊后，于第二年担任《一四七画报》主笔。〈北京通〉专栏后又在《一四七画报》上连载。

### 文联工作
1950年，老舍担任北京文联主席。1953年，经老舍争取，金受申转至北京文联工作，:8-9任《说说唱唱》《北京文艺》编辑，出版有《北京市东城区志》《金受申讲北京》《随心集》《京华奇人录》《行医录》等书。期间为评书演员陈荫荣整理过评书，于1956年出版《隋唐》之中的《闹花灯》和《贾家楼》。然而并未忠实于陈荫荣之口述，如陈荫荣版本“秦琼等人并没有杀出长安城”的剧情，被径自修改为传统老版本的《隋唐》“七杰杀出长安城”的剧情。1957年及1959年，分别出版了《北京的传说》上下两本小册子。1961年，出版《北京话语汇》，其中收录了一千多条北京话汇。
1966年，文化大革命开始，老舍等一批人被带到国子监遭受毒打，后不久，老舍因不忍迫害于1966年8月24日投湖自尽。金受申惊恐不已，身患重症，于1968年1月因病辞世，享年62岁。

## 成就

### 北京民俗
至1945年，《立言画刊》之《北京通》专栏共发表了三百多篇研究清末民初北京社会生活的文章，内容包含北京的风土人情、历史掌故、民俗传统等。因此被人称为“北京通”。石继昌则以“京华掌故首‘金’、‘张’”为题在《春明旧事》中撰文，称赞金受申与张次溪二人虽然治学路径迥异，但都对北京历史典故之梳理编纂贡献极大。与张次溪钻研古籍资料不同，金受申虽然也参照古籍，但主要依靠亲身采访写作，且侧重车夫小贩、工匠杂役在内的中下层人士，采访地点包括且不限于茶馆酒肆、冷摊小市、庙会戏场、野寺荒郊。北京历史文化及圆明园研究专家刘阳评价道：“金受申是我爷爷的朋友，常和我爷爷在小酒馆聊天。晚年的时候穷困潦倒，但对吃的讲究仍然到了极致。就是你只听他说话不见人，会觉得他锦衣玉食，但一见面发现是个穷苦的老头儿。”
1989年，北京文联将这些文章被编排入《老北京的生活》一书，共有120篇，按37个专题分别排列；后又集结出版《金受申讲北京》。后来叶祖孚等人也参与编纂以〈北京通〉为纲的丛书，再度集结出版。

### 曲艺评论
金受申时常光顾老天桥，观看曲艺表演。1930年代，金受申通过实地考察，发表过大量戏曲艺术之研究，如《北平的俗曲》《岔曲萃存》《北平的评书》《瞽人的艺术》等，成为后世研究曲艺的基本资料。:8-9其参与编辑的《立言报》及《立言画刊》有着大量的关于京剧的评说以及推介，《立言画刊》三分之一的篇幅是关于京剧，内容侧重对京剧演员及剧场情况的介绍，图文并茂，对抗日战争时期北京京剧演剧市场做了真实细致的记录。

### 老舍研究
老舍是金受申小学和中学老师。1947年，金受申化名“公孙季”在《一四七画报》开辟“一枝楼随笔”专栏，评论三十余名文化人物，其中首篇即为《老舍的身世》，详细考证了老舍的满洲姓氏、旗籍、经历等，是老舍生平研究的重要依据。文章以老舍家族聚居地、墓地、出生地均在北京正黄旗地界，进而推定老舍是正黄旗，并补充“也许是正红旗吧”。
1953年老舍为金受申介绍了北京文联的工作，1962年金受申为老舍祝寿称“缅怀四十年白发师生”，1963年老舍为《北京话语汇》作序赞金受申是“博闻广见的北京人”。老舍之子舒乙则评价道：“北京犄角旮旯的事，没有他不知道的。”在《正红旗下》创作过程中，老舍常常与金受申交流自己的书稿，并对金受申的意见非常重视。然而书稿未完成，老舍便因不忍文革迫害自杀，金受申亦于1968年1月因病辞世。

## 引用
1. 1 2 3 4 5  魏超.  (硕士论文). 山西师范大学. 2021-05-20. doi:10.27287/d.cnki.gsxsu.2021.000817 （中文（简体））.
2. 1 2 3 4 5  石继昌. . 北京市政协文史资料委员会  (编). . 北京: 北京出版社. 1996. ISBN 978-7-200-03104-1. （原始内容存档于2005-04-22） –中国新闻网 （中文（简体））.
3. ↑  史宁. . 文汇报 (上海: 上海报业集团). 2020-02-22: 8  [2024-01-26]. （原始内容存档于2024-01-26） （中文（简体））.
4. 1 2 3 4 5 6 7 8 9 10 11 12 13 14 15 16 17  付立松. . 民族文学研究 (北京: 中国社会科学院民族文学研究所). 2023, (1): 68-77  [2024-01-25]. （原始内容存档于2023-03-20） （中文（简体））.
5. ↑  . 北京市东城区图书馆. 2009-02-17  [2024-01-25]. （原始内容存档于2024-01-25） （中文（简体））.
6. 1 2 3 4 5  爱新觉罗·瀛生. . . 北京: 学苑出版社. 2008. ISBN 978-7-5077-2470-7 （中文（简体））.
7. 1 2 3 4 5 6  傅耕野. . 中国人民政治协商会议北京市委员会文史资料研究委员会  (编). . 北京: 北京出版社. 1992 （中文（简体））.
8. 1 2 3 4  北京市教育志编纂委员 (编). . 北京: 北京出版社. 2001. ISBN 7-200-04266-8.
9. 1 2 3 4 5 6  李其功. . 北京晚报 (北京: 北京日报社). 2019-01-03  [2024-01-25]. （原始内容存档于2024-01-25） –北晚新视觉网 （中文（简体））.
10. 1 2 3 4  祁建. . 北京观察 (北京: 中国人民政治协商会议北京市委员会). 2007, (10): 63-64 （中文（简体））.
11. ↑  蒙木. . 北京观察 (北京市: 中国人民政治协商会议北京市委员会). 2021, (9)  [2024-01-25]. （原始内容存档于2024-01-25） （中文（简体））.
12. ↑  張哲農.  (PDF). 上海: 商務印書館. 1927  [2024-01-25]. （原始内容存档 (PDF)于2024-01-25）.
13. ↑  祁建. . 北京档案 (北京: 北京市档案馆). 2013, (4)  [2024-01-25]. （原始内容存档于2024-01-25） （中文（简体））.
14. ↑  . 北京市东城区图书馆.   [2024-01-25]. （原始内容存档于2024-01-25） （中文（简体））.
15. 1 2 3 4 5 6 7 8 9  元尚. . 北京日报. 北京: 北京日报社. 2008-08-28  [2024-01-25]. （原始内容存档于2024-01-25） –中国民俗学网 （中文（简体））.
16. 1 2 3  杨良志.  (PDF). 新东城报 (北京: 中共北京市东城区委宣传部). 2013-03-01  [2024-01-26]. （原始内容存档 (PDF)于2024-01-26） （中文（简体））.
17. ↑  陈治文. . . 北京: 社会科学文献出版社. 2013-01-01  [2024-01-25]. ISBN 978-7-5097-4900-5. （原始内容存档于2024-01-25） （中文（简体））.
18. ↑  金玉蓉. . 界面新闻 · 文化. 上海: 上海报业集团. 2016-04-27  [2024-01-26]. （原始内容存档于2024-01-26） （中文（简体））.
19. ↑  吴晓铃. . 人民日报 (北京: 人民日报社). 1990-11-16  [2004-09-26]. （原始内容存档于2004-09-26） –新华网 （中文（简体））.
20. ↑  戴凤春. . 中国侨网. 北京: 中国新闻社. 2009-01-08  [2024-01-25]. （原始内容存档于2024-01-25） （中文（简体））.
21. ↑  魏超; 孙俊士. . 戏剧之家 (武汉: 湖北省戏剧家协会). 2021, (10): 38-39 （中文（简体））.
22. ↑  . 北京城市副中心报. 北京: 北京日报社.   [2024-01-26]. （原始内容存档于2024-01-26） （中文（简体））.

## 拓展阅读
1. ↑  金受申. . 北平: 中華印刷局. 1924  [2024-01-25]. （原始内容存档于2024-01-25）.
2. ↑  金受申. . 上海: 商務印書館. 1931  [2024-01-25]. （原始内容存档于2024-01-25）.
3. ↑  金受申. . 上海: 商務印書館. 1933  [2024-01-25]. （原始内容存档于2024-01-25）.
4. ↑  金受申 (编). . 北平: 易社. 1931  [2024-01-25]. （原始内容存档于2024-01-25）.
5. ↑  陳蔭榮講述 ; 金受申整理. . 北京: 通俗文藝出版社. 1956  [2024-01-25]. （原始内容存档于2024-01-25）.
6. ↑  陈蔭荣講述 ; 金受申整理 ; 墨浪插圖. . 北京: 通俗文藝出版社. 1956  [2024-01-25]. （原始内容存档于2024-01-25）.
7. ↑  金受申 (编). . 北京: 商务印書館. 1965. OCLC 13957615.
8. ↑  金受申著; 北京市政协文史资料研究委员会、东城区政协文史资料征集委员会编. . 北京: 北京出版社. 1989. ISBN 9787200007756.
9. ↑  金受申; 杨良志选编. . 北京: 北京出版社. 2005. ISBN 9787200057935.